# Barrington (Nouvelle-Zélande)
Pour les articles homonymes, voir Barrington.
Barrington est une localité située au sud-ouest de la cité de Christchurch, dans l’île du Sud de la Nouvelle-Zélande.

## Situation
Elle siège principalement dans les limites de la banlieue de Spreydon.

## Histoire
Le premier européen propriétaire des terres fut le Capitaine Charles Simeon (en).
En 1851, il choisit 500 acres (2,02342821 km2) de terres, ayant une débouchée sur ‘Wilderness Road’, la route menant au fleuve Heathcote, mais aussi la route menant de la cité de Christchurch jusqu’à la ville de Halswell.
Les terres furent numérotées dans l’ordre où elles avaient été choisies et ce terrain fut dès lors connu comme la section rurale 154 ,.
Simeon décéda en 1867 et sa veuve demanda par le biais de ses agents des ventes des terres: Richard J. S. Harman et Edward Cephas John Stevens (en)  que ‘Wilderness Road’ soit renommée ‘Barrington Road’ en l’honneur de son grand-père,Sir Fitzwilliam Barrington, 10th Baronet (en).
Cette demande fut accordée en 1885, et elle est maintenant connue sous le nom de ‘Barrington Street’.

## Population
Pour les besoins du recensement, Statistiques en Nouvelle-Zélande a créé 2 zones et les a dénommé « Barrington South » et « Barrington North »,.
Ces zones administratives siègent de façon prédominante à l’intérieur des limites de la banlieue de Spreydon et de Somerfield, mais elles comprennent toutes les deux une partie de la localité de Barrington, qui siège à l’ouest de Barrington Street.